# Barmer Bergbahn
| |                     |                                |                                |
| Streckenlänge: | Zahnradbahn 1,6 km  |                                |                                |
| Spurweite: | 1000 mm (Meterspur) |                                |                                |
| Stromsystem: | 600 V =             |                                |                                |
| Maximale Neigung: | 185 ‰               |                                |                                |
| Zahnstangensystem: | System Riggenbach   |                                |                                |
| |                     |                                |                                |
| \| \| \| Wuppertaler Schwebebahn \| \| \| \| 0,0 \| Am Clef \| Am Clef \| \| \| \| Bahnstrecke Elberfeld–Dortmund \| \| \| \| 0,6 \| Planetarium \| Planetarium \| \| \| ~1,3 \| Talblick \| Talblick \| \| \| 1,6 \| Toelleturm \| Toelleturm \| \| \| \| Ronsdorf-Müngstener Eisenbahn \| \| |                     |                                |                                |
| U-Bahn-Strecke quer |                     | Wuppertaler Schwebebahn        | Wuppertaler Schwebebahn        |
| Kopfbahnhof Streckenanfang (Strecke außer Betrieb) | 0,0                 | Am Clef                        | Am Clef                        |
| Kreuzung geradeaus oben (Strecke geradeaus außer Betrieb) |                     | Bahnstrecke Elberfeld–Dortmund | Bahnstrecke Elberfeld–Dortmund |
| Haltepunkt / Haltestelle (Strecke außer Betrieb) | 0,6                 | Planetarium                    | Planetarium                    |
| Haltepunkt / Haltestelle (Strecke außer Betrieb) | ~1,3                | Talblick                       | Talblick                       |
| Kopfbahnhof Streckenende (Strecke außer Betrieb) · Kopfbahnhof Streckenanfang (Strecke außer Betrieb) | 1,6                 | Toelleturm                     | Toelleturm                     |
| Strecke (außer Betrieb) |                     | Ronsdorf-Müngstener Eisenbahn  | Ronsdorf-Müngstener Eisenbahn  |

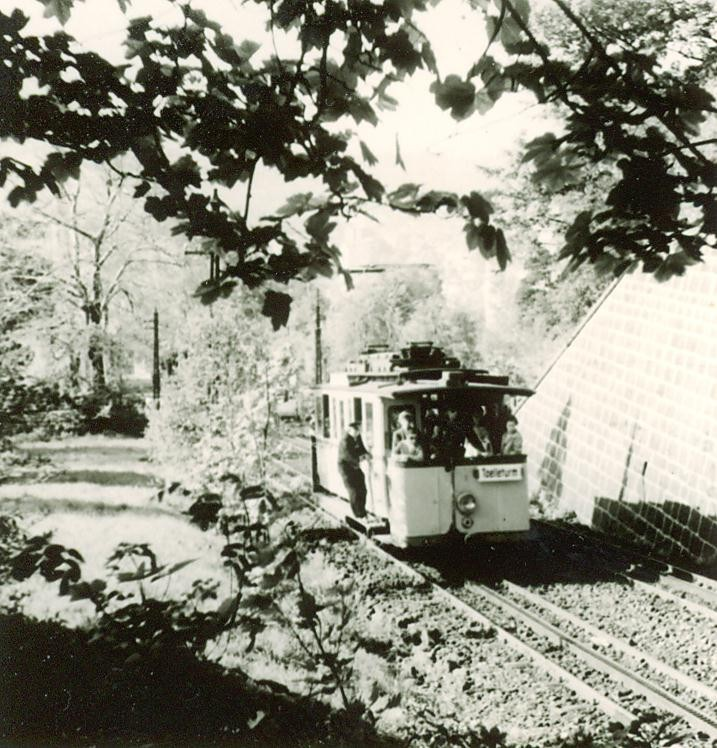
Barmer Bergbahn 1955 – der Schaffner stieg während der Fahrt über das äußere Trittbrett von einem Abteil zum anderen um.

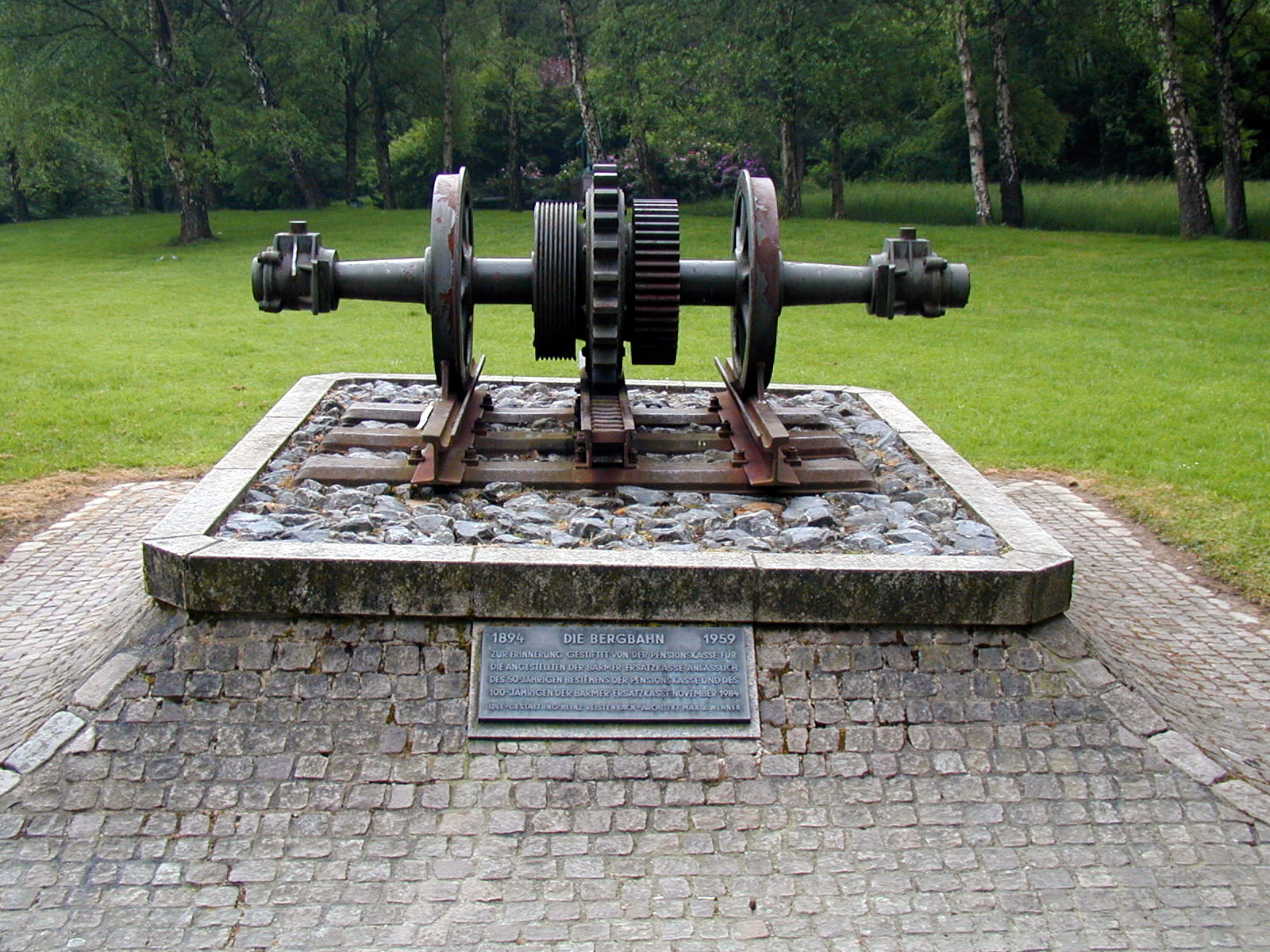
Denkmal in den Barmer Anlagen, etwa 50 Meter östlich der ehemaligen Trasse. Der Radsatz stammt von einem Triebwagen der Zahnradbahn Stuttgart

Die Barmer Bergbahn AG war ein öffentliches Personenverkehrsunternehmen, dessen Ausgang eine meterspurige Zahnradbahn in Wuppertal-Barmen bildete, die von 1894 bis 1959 existierte. Die Barmer Bergbahn AG ging erst 1940 in die Wuppertaler Bahnen, 1948 dann in die Wuppertaler Stadtwerke AG auf.

## Geschichte
Am 16. April 1894 wurde die Bergbahn durch die Barmer Bergbahn AG feierlich eröffnet. Planungen für die Bahn gehen allerdings schon auf das Ende der 1880er Jahre zurück, als man die Ausflugsziele südlich der Wupper mit den Städten Barmen und Ronsdorf verbinden wollte. Da diese Steigung mit den Adhäsionsbahnen jener Zeit nicht zu bewältigen war, wurde nach einer anderen Lösung gesucht. Zur Diskussion stand neben der Zahnradbahn noch eine mit Wasserlast betriebene Standseilbahn. Schließlich entschied man sich für ein von der Firma Siemens & Halske vorgeschlagenes zweigleisiges System ohne Weichen.
Während des Zweiten Weltkriegs brannten die Berg- und die Talstation mit sechs darin befindlichen Triebwagen ab. So lag die Bahn vom 30. Mai 1943 bis zum 20. Februar 1944 still. Nach dem Einmarsch der Alliierten ruhte der Verkehr abermals zwischen dem 16. April und dem 20. Juni 1945.
Trotz kriegsbedingter Schäden konnte sie kurz nach dem Ende des Zweiten Weltkriegs ihren Dienst wieder aufnehmen. 1954 beschloss der Rat der Stadt Wuppertal, den Betrieb der Bahn wegen Unwirtschaftlichkeit und hoher Sanierungskosten einzustellen. Hierfür wurden von den Verantwortlichen verschiedene Gründe vorgebracht (u. a. der überalterte Wagenpark und die geplante Erweiterung des bahneigenen Kraftwerks an der Talstation zu einem Heizkraftwerk für den gesamten Stadtteil Barmen), die aber sowohl aus damaliger wie auch aus heutiger Sicht wohl eher zweifelhaft waren.
Nach Bürgerprotesten verzögerte sich die Stilllegung um fünf Jahre. Die ursprünglich geplante Umspurung der Bahn und Führung der Straßenbahn-Linien 4 und 14 über diese Strecke wurde zwar begonnen, aber abgebrochen, als am 12. März 1958 beschlossen wurde, die Zahnradbahn zusammen mit den Linien 4, 10, 10E und 14 durch eine Oberleitungsbuslinie zu ersetzen. Die Bahn verkehrte am 4. Juli 1959 unter Protesten der Bevölkerung ein letztes Mal und wurde 1960 abgebaut.
Alle Wagen bis auf zwei Exemplare wurden verschrottet. Die erhaltenen Wagen standen als Spielgeräte etwa zwei Jahre lang auf Spielplätzen im Zoo Wuppertal und im Barmer Nordpark. Es gibt seit 2015 Vermutungen, der Wagen, der im Zoo stand, sei unter einer Hangaufschüttung begraben, was von vorläufigen Untersuchungen im November 2015 gestützt wurde.

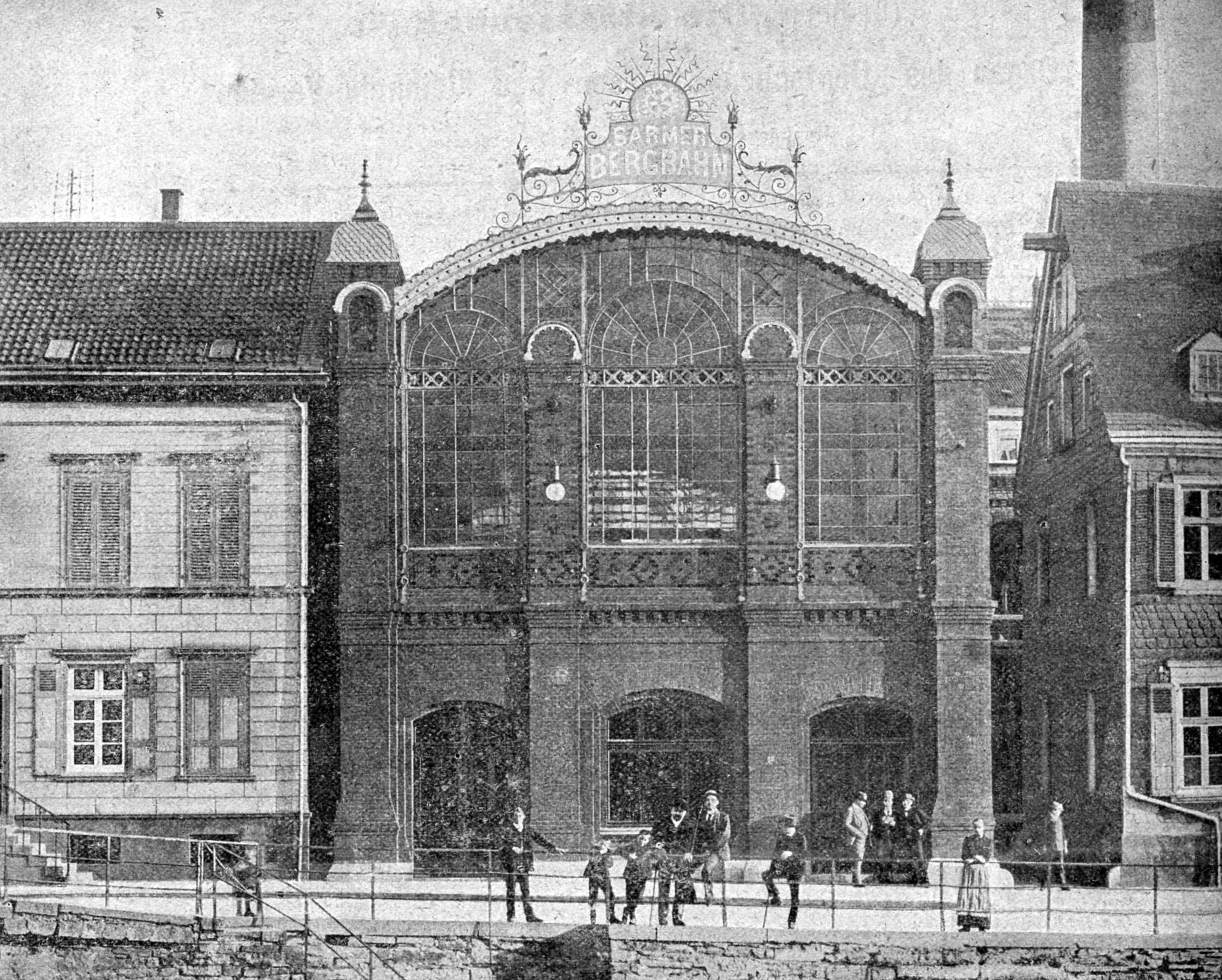
Städtischer Bahnhof der Bergbahn
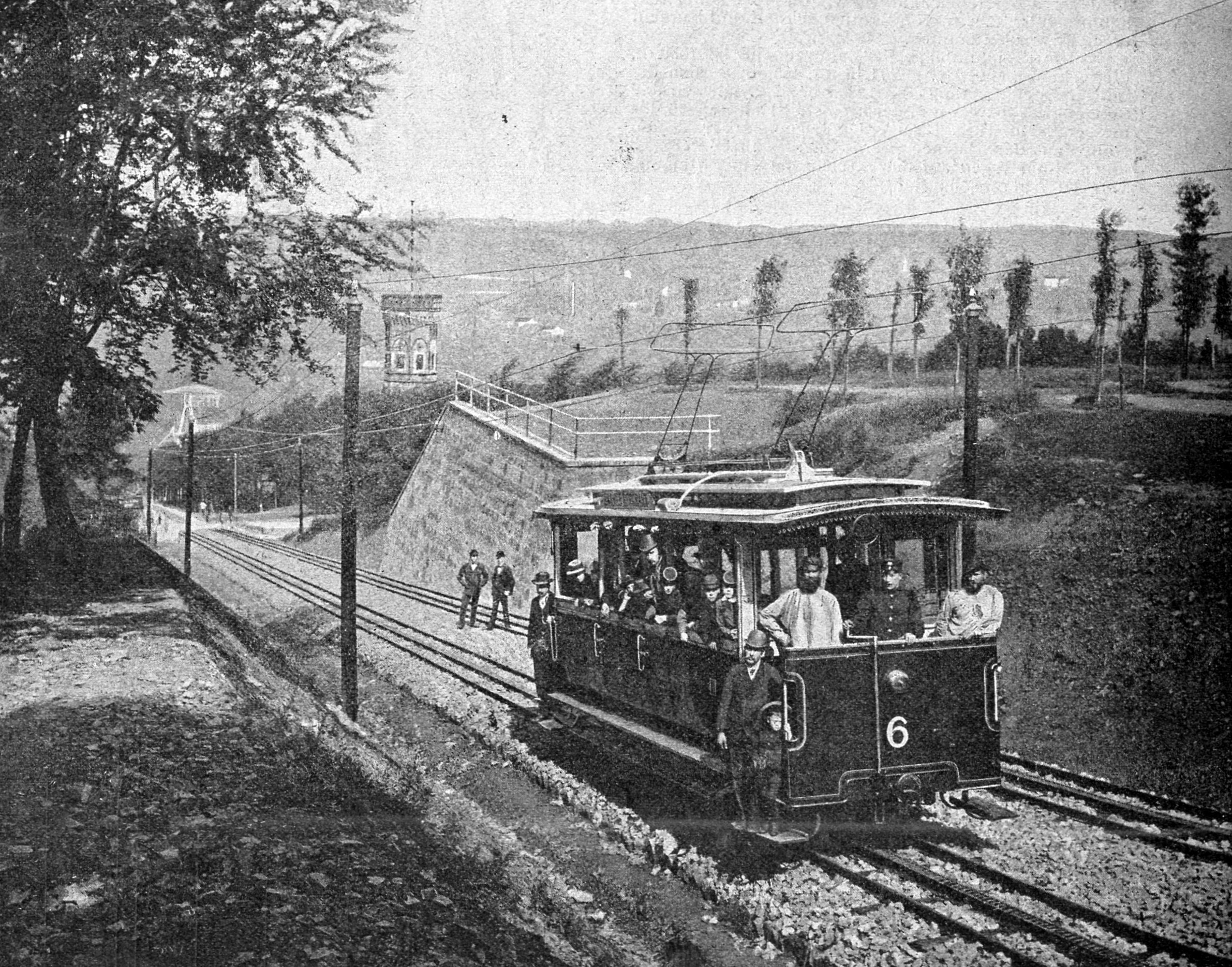
Motorwagen Nummer 6 um 1898
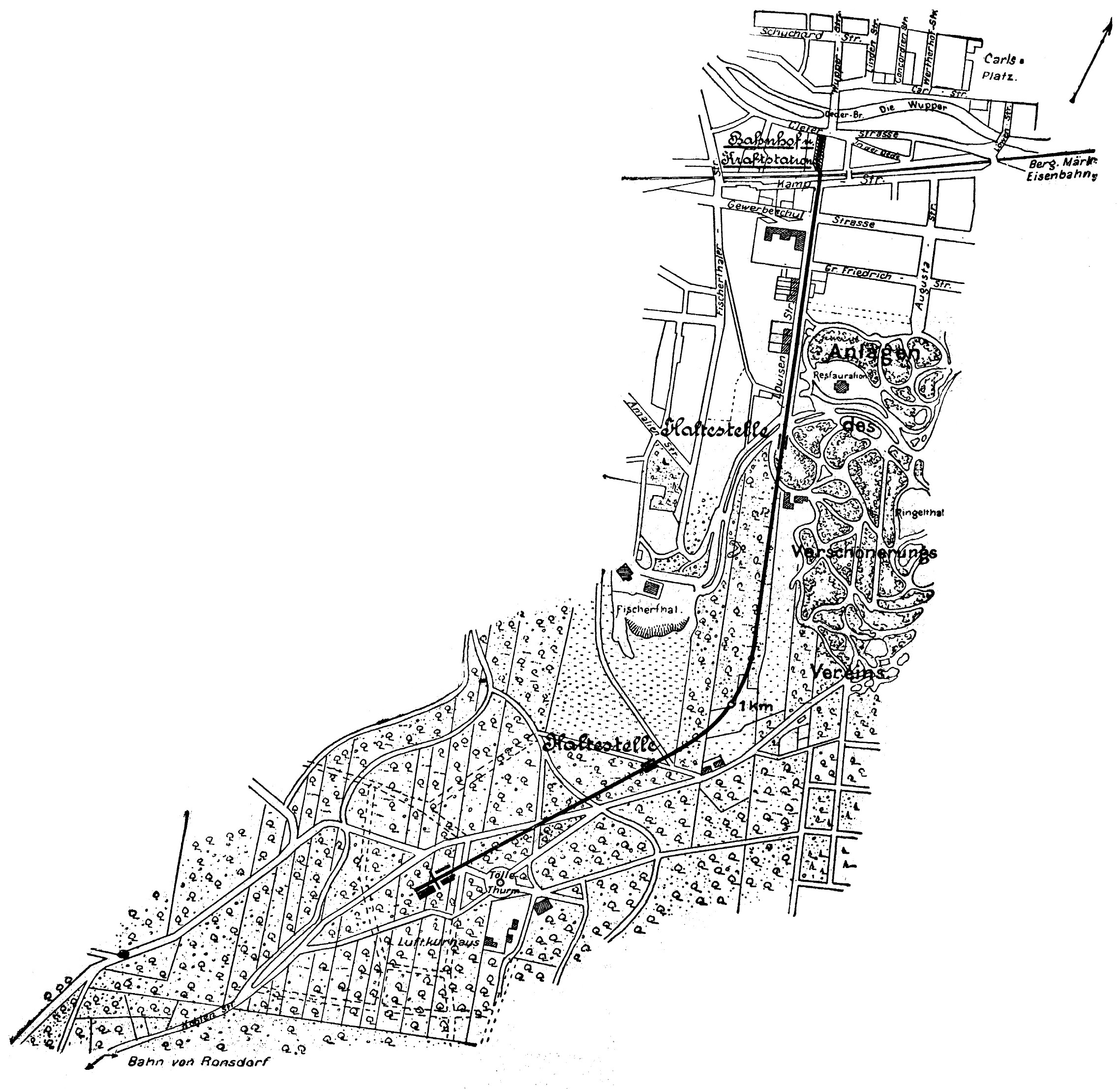
Lageplan
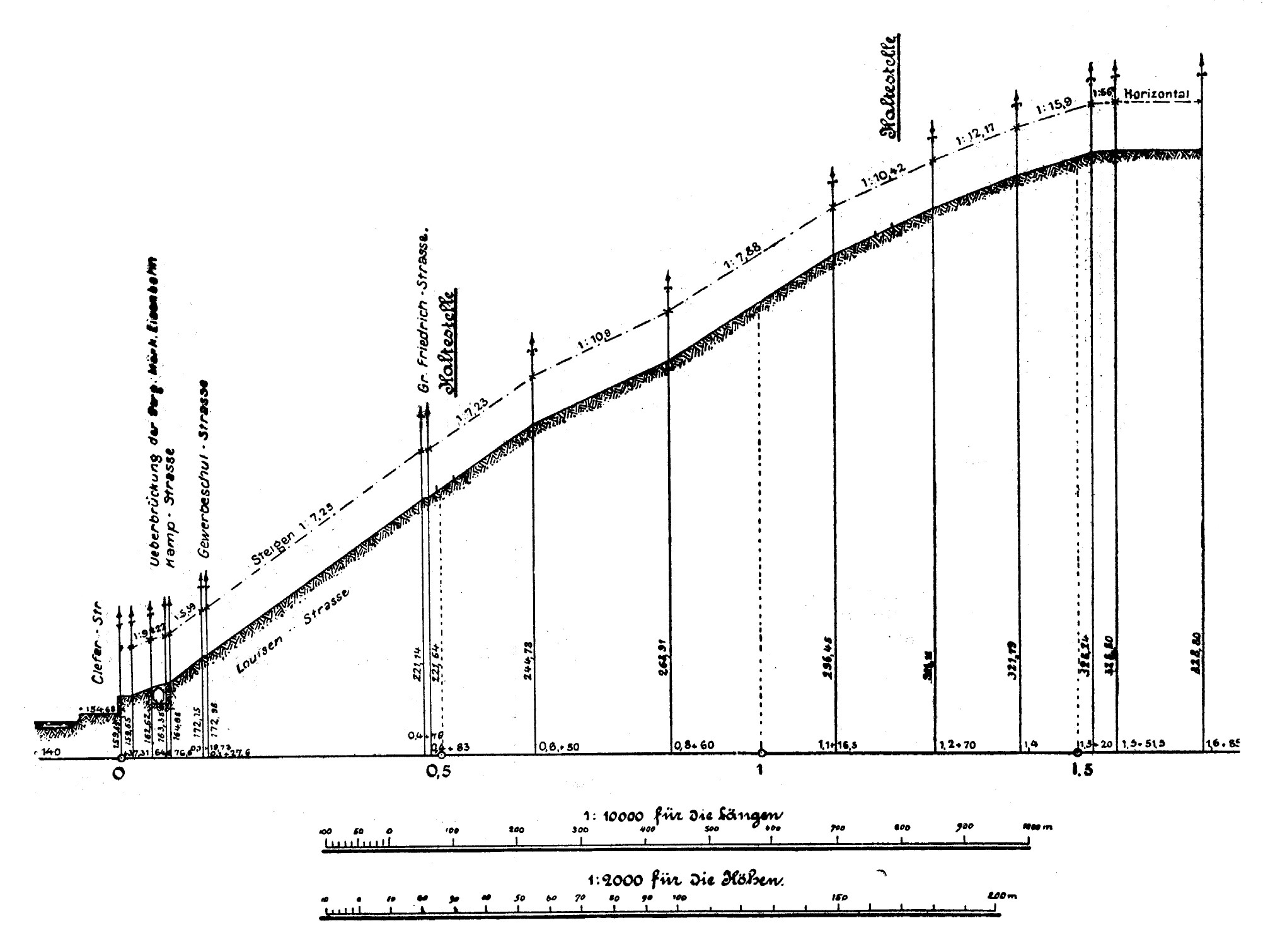
Höhenplan

## Zahnradbahn
Die Bergbahn führte vom Zentrum Barmens nahe dem Alten Markt bis zum Toelleturm auf den Südhöhen der heutigen Stadt Wuppertal. Sie wurde von Anfang an zweigleisig gebaut und führte etwa zur Hälfte straßenbündig auf der damalige Luisenstraße (heute An der Bergbahn), zur Hälfte besaß sie einen eigenen Bahnkörper. Weite Streckenabschnitte führten durch das Gelände der Barmer Anlagen, an deren unterem Ende sich die Barmer Stadthalle befand.
Die Bahn überwand auf ihrer rund 1,6 Kilometer langen Strecke einen Höhenunterschied von 169,5 Metern und hatte an ihrer steilsten Stelle eine Neigung von 18,5 Prozent. Sie wurde von Beginn an elektrisch mit Gleichstrom betrieben und war die erste elektrische Bergbahn in Deutschland. Die Spurweite betrug 1000 Millimeter; in Gleismitte befand sich eine Leiterzahnstange nach dem System Riggenbach (siehe hierzu auch Zahnradbahnsysteme). An den beiden Endhaltestellen wurden die Wagen mit Hilfe je einer Schiebebühne auf das parallel verlaufende Streckengleis verschoben und konnten sodann ihren Weg in die umgekehrte Richtung aufnehmen.
Sie wurde ab 1894 über ein eigenes Kraftwerk mit Strom versorgt, das auch die umliegende Industrie belieferte. Dank vier voneinander unabhängiger Bremssysteme verkehrte die Bahn, abgesehen von Zusammenstößen mit dem motorisierten Individualverkehr, bis zu ihrem Ende unfallfrei.
Hauptsitz bildete der Bahnhof Toelleturm, das Bahnhofsgebäude ist bis heute erhalten und beherbergt eine Gastronomie, dessen Terrasse auf dem ehemaligen Bahnsteig liegt. Die weiteren Gebäude, also ein Bahnsteigdach, die Werkstatt für Zahnrad- und Straßenbahn sowie wie Wagenhalle der Straßenbahn wurden nach der Stilllegung erst als Lager der Wuppertaler Bühnen genutzt, später jedoch abgerissen. Heute befindet sich dort der Sitz der Vereinigung Bergischer Unternehmerverbände in einem Neubau zwischen der Sachsenstraße und der Wettiner Straße.

## Straßenbahnstrecken
Die an die Bergbahn anschließende Straßenbahnstrecke, die zur ursprünglichen Ronsdorf-Müngstener-Eisenbahn gehörte und von der Barmer Bergbahn AG übernommen und elektrifiziert wurde, führte weiter über Lichtscheid und die sogenannte Waldstrecke (durch die Ronsdorfer Anlagen) nach Ronsdorf zum Stadtbahnhof sowie ins Morsbachtal. Im weiteren Verlauf wurde in Remscheid-Clarenbach eine Strecke über Haddenbach zur Schönen Aussicht mit Übergang zur Straßenbahn Remscheid geschaffen. Obwohl auch die Strecke nach Remscheid-Hasten von der Barmer Bergbahn AG übernommen wurde, gab es dort nie eine fest eingebaute Gleisverbindung.
Von Lichtscheid aus einigte man sich, analog zur Mitbenutzung der Ronsdorfer Stadtstrecke, mit der Bergischen Kleinbahn AG zur Benutzung der Strecke bis zum Gelpetaltunnel, bog jedoch auf eine neue Strecke ab über Freudenberg bis Friedenshain. Sie verband damit die ersten Strecken (Betriebsteil Toelleturm) mit der ebenfalls übernommenen Strecke Elberfeld – Cronenfeld – Remscheid-Hasten (Betriebsteil Cronenberg). Von Cronenberg aus wurde dann eine Erweiterung des Netzes im Jahre 1914 bis Solingen über Kohlfurt errichtet. Diese Strecke bildet die heutige Bergische Museumsbahn. Ebenfalls nach Solingen wurde eine Verlängerung der Strecke von Müngsten bis Solingen Krahenhöhe gebaut, die jedoch kaum genutzt und schnell wieder stillgelegt wurde. Heute befindet sich dort ein Wanderweg, die sogenannte Bergbahntrasse. Eine weitere Verbindung zwischen den Betriebsteilen Cronenberg und Toelleturm ergab sich durch den Einbau einer Verbindungskurve in der Gerstau.
In beiden Betriebsteilen gab es, auch noch nach der Übernahme durch die Bahnen Wuppertal bzw. die Wuppertaler Stadtwerke AG, teils erheblichen Güterverkehr zwischen dem Bahnhof Solingen Nord und der Firma Rasspe sowie im gesamten Morsbachtal, mehreren Firmen innerhalb von Ronsdorf sowie Vorwerk und Co. auf Lichtscheid. Die Barmer Bergbahn AG beschaffte eigens dazu bei AEG große elektrische Lokomotiven der Bauart Letmathe. Teilweise wurden auch Lokomotiven aus Straßenbahnwagen umgebaut oder solche modifiziert.

## Betrieb
Die Züge der Zahnradbahn verkehrten normalerweise nach einem festen Fahrplan, wobei in der Regel meistens zwei Züge auf der Strecke waren. Da die gesamte Strecke zweigleisig ausgebaut war, musste unterwegs nicht an einer bestimmten Stelle der Gegenzug abgewartet werden, was bei hohem Ausflugsverkehr von Nutzen war. Zudem konnten die Fahrzeuge bei der Talfahrt Strom ins Netz zurück speisen, indem die Motoren als Generatoren fungierten. Dieser Strom musste dann jedoch von einem bergwärts fahrenden Zug aufgenommen werden. Auf diese Weise konnten fast die Hälfte der benötigten Energie einer Bergfahrt aufgebracht werden. Die Fahrzeit je Richtung betrug zwischen 12 und 14 Minuten.
In der Regel waren die meisten Züge durch direkten Anschluss nach Ronsdorf bzw. Remscheid – Schöne Aussicht oder Cronenberg bzw. Sudberg zueinander durchgebunden. Dabei wechselte zeitweise auch das Personal von den Zahnradbahn- auf die Straßenbahnwagen und umgekehrt, ebenso galt die Liniennummer für den gesamten Linienweg, also z. B. Linie 10 für Bergbahnhof – Toelleturm – Lichtscheid – Ronsdorf – Clarenbach – Schöne Aussicht (letzter Betriebszustand). Aus Richtung Barmen konnte dabei am selben Bahnsteig umgestiegen werden, in Gegenrichtung mussten die Gleise der Bergbahn überquert werden, wozu diese mit einem geschwungenen Dach überspannt waren.

## Liniennetz
Die betriebenen Linien zu Beginn:
- Linie 10: Elberfeld – Friedenshain – Hahnerberg – Cronenberg – Solingen
- Linie 12: Elberfeld – Friedenshain – Hahnerberg – Gerstau – Remscheid-Hasten
- Linie 16: Bergbahnhof – Toelleturm – Lichtscheid – Ronsdorf Stadtbahnhof (talwärts über Waldstrecke, bergwärts über Stadtstrecke) – Remscheid-Clarenbach – Schöne Aussicht
- Linie 18: Bergbahnhof – Toelleturm – Lichtscheid – Freudenberg – Friedenshain (– Hahnerberg – Cronenberg)
- Linie 20: Cronenberg – Sudberg
- Linie 22: Ronsdorf Stadtbahnhof – Ronsdorf Staatsbahnhof

Letztes Streckennetz (Wuppertaler Stadtwerke AG auf ex. Barmer Bergbahn AG-Strecken):
- Linie 5: Dönberger Straße – Uellendahl – Kohlstraße – Elberfeld Bf – Friedenshain – Hahnerberg – Cronenberg – Solingen (bis 1969)
- Linie 10: Bergbahnhof – Toelleturm – Lichtscheid – Ronsdorf Fachschule (talwärts über Waldstrecke, bergwärts über Stadtstrecke) – Remscheid-Clarenbach – Schöne Aussicht (bis 1959)
- Linie 15: Kohlstraße – Elberfeld Bf – Friedenshain – Hahnerberg – Gerstau – Remscheid-Hasten – Remscheid Friedrich-Ebert-Platz (bis 1965)
- Linie 20: Ronsdorf Stadtbahnhof – Ronsdorf Staatsbahnhof (bis 1959)
- Linie 23: Uellendahl – Elberfeld Bf – Friedenshain – Kapellen – Lichtscheid – Ronsdorf Fachschule (talwärts über Waldstrecke, bergwärts über Stadtstrecke) (bis 1959)
- Linie 25: Dönberger Straße – Uellendahl – Kohlstraße – Elberfeld Bf – Friedenshain – Hahnerberg – Cronenberg – Sudberg (bis 1970)
- Linie 30: (Toelleturm –) Lichtscheid – Friedenshain (bis 1962)

## Stationen der Zahnradbahn

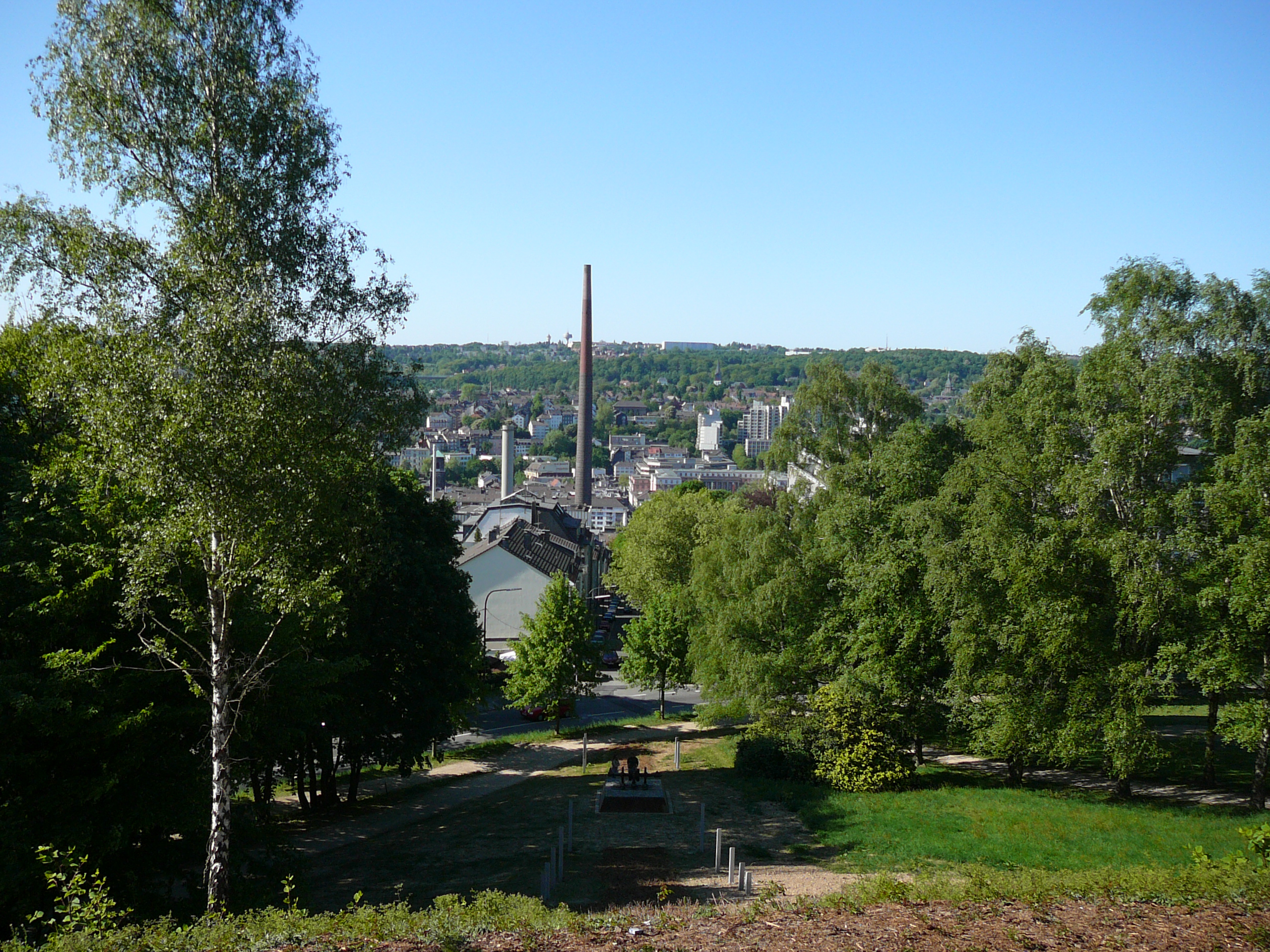
Die Trasse auf Höhe der damaligen Station „Planetarium“

- Direkt beim fast gleichzeitig erbauten Kraftwerk „Am Clef“ in Barmen befand sich die Talstation, die über eine Treppenanlage von der an der Wupper verlaufenden gleichnamigen Straße zu erreichen war.
- Nach etwa 600 Metern wurde die Station „Planetarium“, etwa in Höhe der Unteren Lichtenplatzer Straße, erreicht. Aufgrund ihrer Lage am südlichen Rand der Bebauung der ehemaligen Stadt Barmen und gleichzeitig am Zugang zu den Barmer Anlagen verfügte sie über ein recht starkes Fahrgastpotential. In der Nähe lag zudem das beliebte Ausflugsziel Meierei Fischertal.
- Nur wenige hundert Meter vor der Endstation befand sich die Haltestelle „Talblick“. Fern jeglicher Bebauung und mitten im Wald der Barmer Anlagen gelegen, wurde sie als Ausstiegsstation zu Spaziergängen nur spärlich frequentiert.
- An der Endstation Toelleturm mit der Villenansiedlung befanden sich der gleichnamige Aussichtsturm und das Höhengelände der Barmer Anlagen mit zahlreichen Wanderwegen und einigen Ausflugslokalen. Gleichzeitig war hier der Ausgangspunkt der Ronsdorf-Müngstener Eisenbahn, die zunächst als Kleinbahn, später als Straßenbahn die weitere Anbindung über Ronsdorf nach Müngsten bzw. Remscheid herstellte.

## Verkehrliche Bedeutung
Die Bergbahn verband die Barmer Innenstadt mit dem gehobenen Wohngebiet sowie dem beliebten Ausflugsziel Toelleturm. Gleichzeitig stellte sie eine Verbindung zu den etwas höher südlich der Innenstadt gelegenen Wohngebieten in Barmen dar. 
Das an die Zahnradbahn anschließende Straßenbahnnetz der Barmer Bergbahn trug die Hauptlast des öffentlichen Personennahverkehrs in Ronsdorf und Cronenberg sowie darüber hinaus nach Remscheid und Solingen. Durch den umfangreichen Güterverkehr, insbesondere in Ronsdorf und dem Morsbachtal als auch auf der Solinger Strecke, wurden große Mengen Güter transportiert. Die Nachfrage sank erst mit dem Aufkommen größerer und leistungsstärkerer LKW in den 1950er Jahren.

## Heute

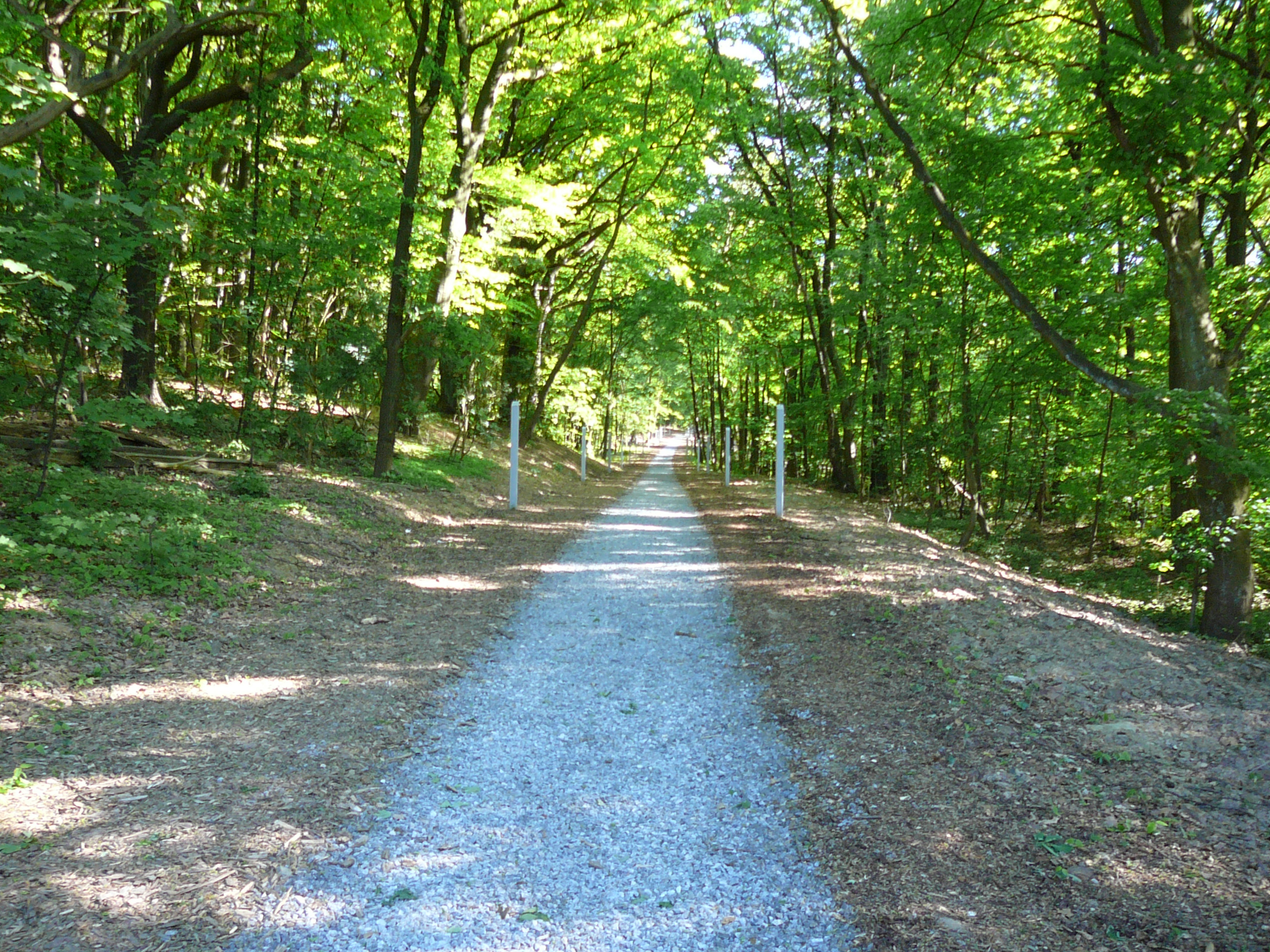
Die Trasse wurde 2006 durch 180 Stelen und ein Kiesbett nachgebildet

Nach der Stilllegung im Jahr 1959 wurden der Oberbau rasch entfernt. Vereinzelt sind noch Überreste unter brüchigem Asphalt sichtbar, so etwa an der Kreuzung Wettinerstraße/Adolf-Vorwerk-Straße. Auch die Straßenbahnlinie nach Ronsdorf wurde kurz nach ihrer Stilllegung abgebaut. Der Verlauf der Trasse der Bergbahn in den Barmer Anlagen lässt sich jedoch noch über weite Strecken gut nachvollziehen. Im unteren Teil der Barmer Anlagen erinnert heute ein Denkmal, bestehend aus einem Gleisstück und einem Radsatz, an die ehemalige Bergbahn. Im Zuge der Regionale 2006 wurde der Streckenverlauf durch die Barmer Anlagen durch Aufstellung von 180 Stelen beiderseits der Trasse sowie Aufschüttung eines Kiesbettes wieder sichtbar gemacht. Die Strecke kann dadurch heute gut und, im Vergleich zu den umliegenden Wanderwegen, mit relativ sanfter Steigung bewandert werden.
Seit Oktober 2009 existiert die Bürgerinitiative „Barmer Bergbahn e. V.“, die sich nach dem Vorbild der Wuppertalbewegung für den Wiederaufbau der Bahn einsetzt. Die neue Barmer Bergbahn soll weitgehend der alten nachempfunden werden. Einzige grundlegende Änderung wäre die Verlegung der Talstation, da der ursprüngliche Bereich inzwischen bebaut ist. Eine Positionierung nahe dem Bahnhof Barmen wird in Erwägung gezogen. Die Machbarkeitsstudie wurde im Rahmen der Masterarbeit „Planungsstudie zur Wiederbelebung der Barmer Bergbahn“ an der Bergischen Universität Wuppertal ausgearbeitet.
Die zwischen Talstation und Planetarium befahrene Louisenstraße westlich der Unteren Barmer Anlagen wurde bereits 1930 in An der Bergbahn umbenannt und behielt diesen Namen auch nach der Stilllegung bis heute bei.